# Kamondung
Kamondung is een bestuurslaag in het regentschap Sampang van de provincie Oost-Java, Indonesië. Kamondung telt 6001 inwoners (volkstelling 2010).